# ホモトピー代数学
数学において、ホモトピー代数学 (homotopical algebra) はホモロジー代数学の非アーベルな側面と、特別な場合としてアーベルな側面からもなる概念の集まりである。名前のホモトピーは次の事実に由来する。そのような一般化への共通のアプローチは、非アーベル代数トポロジーにおいてと同様抽象ホモトピー論、とくに閉モデル圏の理論を経由する。
この主題は新しい基本的な研究によって最近多くの注目を浴びている。それは Voevodsky, Friedlander, Suslin 他の人たちによるものでその結果は体上の準射影多様体に対するA1 ホモトピー論である。Voevodsky はこの新しい代数的ホモトピー論をミルナー予想の証明に使い（これによって彼はフィールズ賞を受賞した）、後に M. Rost と協力してBloch-Kato 予想を完全に証明するのに使った。